# Манкурт (фільм)
Манкурт (туркм. Mankurt; тур. Gün Uzar Yüzyil Olur Mankurty) — радянсько-лівійсько-турецький художній фільм 1990. За мотивами роману Чингіза Айтматова «І довше віку день триває».

## Сюжет
Жоламан — молодий житель мирного аулу — захоплений в полон войовничими кочівниками-жуаньжуанами і в результаті жорстоких тортур позбавлений пам'яті. Перетворившись на раба-манкурта, відданого лише своєму новому господареві, Жоламан не впізнає розшукавшу його матір. Спроби матері пробудити пам'ять сина виявляються марними, і Жоламан за намовою жуаньжуаней вбиває незнайому жінку.

## У ролях
- Тарик Тарджан — Жоламан
- Мая Аймедова — Айім
- Йілмаз Дуру — Донмез
- Ходжадурди Нарлієв — Каббор
- Майса Алмазова — Гозель
- Тахір Нарлієв — Таннір
- Алтин Ходжаєва — мати Танніра
- Керім Аннанов — Сердар
- Хоммат Муллук — епізод
- Мерген Ніязов — полонений
- Амангельди Одаєв — епізод
- Сапар Одаєв — полонений
- Аннасеїд Аннамурадов — епізод
- Баба Аннанов — старійшина
- Акилбек Мураталієв — епізод

## Знімальна група
- Режисер — Ходжакулі Нарлієв
- Сценарист — Марія Урматова
- Оператори — Нуртай Борбієв, Микола Двигубський
- Композитор — Реджеп Реджепов
- Художник — Батир Бекмурадов